# Eugène Burnouf
Eugène Burnouf (født 12. august 1801 i Paris, død 28. maj 1852 sammesteds) var en fransk orientalist, søn af Jean-Louis Burnouf, fætter til Émile-Louis Burnouf. 
Burnouf studerede jura, derpå orientalske sprog, navnlig persisk og sanskrit; 1832 blev han medlem af Académie des inscriptions og professor i sanskrit ved Collège de France. Han var en af de vigtigste banebrydere for studiet af buddhismen og zend, og hans arbejder er uovertrufne mønstre på sikker og omfattende lærdom og sund sans. Blandt hans værker må nævnes: Essai sur le Pali (1826; sammen med Lassen), Observations grammaticales sur quelques passages de l'essai sur le Pali (1827), bidrag til pragtværket L'Inde française (2 bind, 1827-35), Vendidad-Sadé, l'un des livres de Zoroastre (1830; nøjagtig litografi af et håndskrift), Commentaires sur le Yaçna (bind I, 1835), Mémoires sur deux inscriptions cunéiformes (1836), Bhagavata-Purana (3 bind, 1840-49; indeholder kun de 9 første bøger; senere fortsat af en anden, men ikke fuldendt), udgave med fransk oversættelse, Introduction à l'histoire du Bouddhisme indien (bind I, 1844), Le Lotus de la Bonne Loi (1852; fransk oversættelse af det buddhistiske sanskritværk Saddharma-pundarika, med 21 ekskurser).